# Cercidium sonorae
Cercidium sonorae là một loài thực vật có hoa trong họ Đậu. Loài này được Rose & I.M.Johnst. miêu tả khoa học đầu tiên.